# Buffalo, Quận Buffalo, Wisconsin
Buffalo là một thị trấn thuộc quận Buffalo, tiểu bang Wisconsin, Hoa Kỳ. Năm 2010, dân số của thị trấn này là 690 người.